# Ліферінг (футбольний клуб)
ФК «Ліферінг» (нім. Fussballclub Liefering) — австрійський футбольний клуб із Зальцбурга, заснований у 1947 році як СК «Аніф». Виступає у Першій лізі. Домашні матчі приймає на стадіоні «Унтерсберг-Арена» в Гредігу, потужністю 4 330 глядачів.
З 2012 року — фарм-клуб місцевого «Ред Булла».